# Leonardo Abrahão
Leonardo Abrahão Silveira (* 9. September 1996 in São Paulo, Brasilien) ist ein brasilianischer Handballspieler.

## Spielerkarriere
Abrahão spielte in Brasilien bei EC Pinheiros. In der Saison 2021/22 lief der Rückraumspieler für AD Sanjoanense in Portugal auf. 2022/23 und 2023/24 war Abrahão für Académico Basket Clube aktiv. Mit dem Team nahm er auch an der EHF European League und damit erstmals an einem internationalen Bewerb teil. 2024/25 stand der Rechtshänder bei Club Balonmano Granollers in der Liga Asobal unter Vertrag. Außerdem lief er erneut in der EHF European League auf.
Für die Saison 2025/26 wurde Abrahão von den Jags Vöslau für die Handball Liga Austria unter Vertrag genommen.
Abrahão nahm mit der brasilianischen Nationalmannschaft an der Weltmeisterschaft 2023 teil, bei der er fünf Treffer in sechs Spielen erzielte. Weiterhin gewann er bei den Panamerikanischen Spielen 2023 die Silbermedaille.